# Reyes (plaats)
Reyes is de hoofdplaats van de provincie José Ballivián in het departement Beni in het noorden van Bolivia en tevens hoofdplaats van de gemeente Reyes. Het stadje ligt op 32 km van Rurrenabaque aan de Beni-rivier en telt ongeveer 6.200 inwoners.